# Organización Comunista 19 de Mayo
La Organización Comunista 19 de Mayo, llamado comúnmente Coalición 19 de Mayo, Coalición Comunista 19 de Mayo, y alternativamente M19CO, era una organización revolucionaria basada en EE. UU. formada por miembros del Weather Underground, asociado a la organización Prairie Fire Organizing Committee.  El objetivo de esta organización sería construir la "consciencia de acción" y preparar la manera para el desarrollo de una milicia del pueblo.  Al mismo tiempo, la fusión del movimiento de masas incluiría soporte propagandístico, y el brazo armado de la organización.  El nombre del grupo deriva de los cumpleaños de Ho Chi Minh y Malcolm X. El M19CO estuvo activa de 1978 a 1985.  M19CO era una combinación del Black Liberation Army (BLA) y el Weather Underground así como miembros de Panteras Negras, Panteras Blancas y de la República de África Nueva (ARN).
Además del M19CO, el grupo sufrió la tensión entre miembros del extinto BLA o Weather Underground.  Una de las fundadoras, Laura Whitehorn, era también parte de la organización Weather Underground y Estudiantes por una Sociedad Democrática. El grupo alternó su nombre con otros como Movimiento de Resistencia Armado, Guerrilla de Resistencia Roja, Conspiración de Resistencia, y Grupo de Lucha Revolucionaria, pero siempre adhiriéndose a las siglas M19CO.
Miembros del M19CO, siempre mostraron apoyo para los objetivos del grupo de librar los Estados Unidos del racismo, la brutalidad policial y alojamiento público insuficiente, eran a menudo acusados de no ser lo bastante fervientes sobre las causas que el grupo perseguía, en comparación a otros grupos guerrilleros.

## Objetivos
Esta alianza entre el Weather Underground y el BLA tuvo tres objetivos:
- Libertad a los prisioneros políticos de EE. UU.
- Expropiación de la riqueza capitalista (atracos a mano armada) para financiar la tercera etapa, e
- Iniciar una serie de ataques explosivos y ataques terroristas[4]

También tenía como objetivo más amplio derrocar el poder establecido en los Estados Unidos. Estos objetivos se dirigían a una eventual transformación del paisaje político en los Estados Unidos del capitalismo al comunismo. Este cambio de régimen era predicado en la idea que el capitalismo oprimía a la sociedad, particularmente los que estuvieron encarcelados bajo el sistema capitalista, creyendo que tales acciones no serían emprendidas en el sistema político estadounidense.

## Actividades
De 1982 a 1985, M19CO cometió una serie de bombardeos, incluidos los bombardeos del Colegio Nacional de guerra, el Centro de Computación perteneciente a la Marina ubicada en Washington, el edificio perteneciente al Israel Aircraft Industries, en la ciudad de Nueva York y el consulado de Sudáfrica, el Club de Oficiales del Astillero Naval de Washington, la Asociación Benevolente de Patrulleros de la Ciudad de Nueva York y el Capitolio de los Estados Unidos. Tres oficiales fueron asesinados durante el robo de Brinks, pero nadie resultó herido o muerto en sus ataques con explosivos. Casi todos los miembros de M19CO fueron condenados en un Tribunal de Justicia de los Estados Unidos por estos delitos, pero Elizabeth Ann Duke sigue en libertad.
- En 1979 tres miembros entraron al centro de visitantes en Centro correccional para mujeres Edna Mahan de Clinton, tomaron a dos guardias como rehenes y liberaron Assata Shakur, un miembro del Ejército de Liberación Negro. Shakur estaba cumpliendo una sentencia de cadena perpetua más 26 a 33 años por el asesinato de un policía estatal.[4]
- Varios meses después organizaron la fuga de William Morales, un miembro del grupo separatista puertorriqueño, Fuerzas Armadas de Liberación Nacional Puertorriqueña (FALN), de Hospital Bellevue en la Ciudad de Nueva York donde se estaba recuperando después de que una bomba que estaba construyendo explotó en sus manos.[4]
- En 1981, miembros de Weather Underground Kathy Boudin, Judith Alice Clark y David Gilbert, junto con varios miembros del Ejército Negro de Liberación, participaron en el robo de un vehículo blindado Brinks en el centro comercial Nanuet, cerca de Nyack, Nueva York, durante el cual un guardia de Brinks y dos policías de Nyack fueron asesinados. Tras su arresto, Boudin fue identificada como miembro de la Organización Comunista del 19 de Mayo. El ataque resultó en el robo de $ 1.6 millones, destinado a crear un etnostato para los estadounidenses negros en el sur, denominado "Nueva Afrika".[11]
- El 23 de noviembre de 1981, Dos miembros de la M19CO robaron un vehículo blindado en la Navy Federal Credit Union en Arlington, Virginia, Robandose un total de $ 1900 dólares, además de no registrarse heridos en el ataque.[12][13]
- El 28 de enero de 1983, M19CO atacó con explosivos el edificio federal en Staten Island, N.Y.
- El 25 de abril de 1983, el grupo fue responsable de un bombardeo en el National War College en Fort McNair en Washington D. C.
- El 7 de noviembre de 1983, el grupo atacó con explosivos el edificio del Senado de los Estados Unidos.
- El 18 de agosto de 1983, bombardeó el Washington Navy Yard Computer Center.
- El 5 de abril de 1984, bombardeó el Edificio de Industrias Aeronáuticas de Israel.
- El 20 de abril de 1984, M19CO cometió un bombardeo en el Club de Oficiales del Navy Yard de Washington.[4]

## Arrestos
Para el 23 de mayo de 1985, todos los miembros del grupo habían sido arrestados, con la excepción de Elizabeth Duke, quien sigue prófuga. La presunta manifestante Donna Joan Borup fue arrestada pero no compareció en el juicio y actualmente se encuentra en la lista de terroristas más buscados del FBI. Donna Borup "se cree que tiene memoria fotográfica y es muy inteligente", según el FBI.
Marilyn Jean Buck fue arrestada en 1985 y fue, antes de unirse a la Organización Comunista del 19 de mayo, el único miembro blanco del Ejército de Liberación Negra, uno de los dos grupos que formaron la Organización Comunista del 19 de Mayo. Mientras que la Organización Comunista del 19 de mayo estaba compuesta por individuos de varias herencias raciales, el Ejército de Liberación Negra estaba compuesto por estadounidenses negros, salvo por Marilyn Jean Buck.
El 20 de octubre de 1981, Judith Clark fue arrestada en relación con el ataque al camión blindado Brinks. Clark era la portavoz de la Organización Comunista del 19 de Mayo a partir de 1978, y anteriormente fue miembro de uno de los grupos predecesores de la Organización Comunista del 19 de Mayo, el Comité Organizador del Fuego de la Pradera. Judith Clark fue liberada de la cárcel el 15 de mayo de 2019, 37 años después de que fuese arrestada el mismo día del robo del camión blindado Brinks.

## Impacto
Se señala que la Organización Comunista del 19 de mayo, junto con otras organizaciones terroristas nacionales como el United Freedom Front y la Nación Aria, han servido para el avance y el mejoramiento de la estrategia y la capacidad del FBI para investigar el terrorismo interno en los Estados Unidos. Después de las audiencias del Congreso a mediados de la década de 1970, la capacidad del FBI para la vigilancia de los grupos terroristas nacionales se redujo debido a una supuesta sobrealcance.
En 1982, el director del FBI William H. Webster informó al Subcomité de Seguridad y Terrorismo del Senado que el Departamento de Justicia estaba relajando las reglas que permitían al FBI vigilar a los grupos terroristas nacionales, inspirados por las acciones de la Organización Comunista del 19 de Mayo, como el Partido Socialista de los Trabajadores, el Partido Laborista Progresista y el grupo predecesor de la Organización Comunista del 19 de Mayo, la Organización Weather Underground.